# أم عمرو بنت جندب
هي أم عمرو بنت جندب الدوسية أبوها الصحابي جندب بن عمرو الدوسي قتل في معركة أجنادين، وهي زوجة الخليفة الثالث من الخلفاء الراشدين عثمان بن عفان، وقد أنجبت منه خمسة من الأبناء.

## نسبها
أم عمرو بنت جندب بن عمرو بن حممة بن الحارث بن رافع بن ربيعة بن ثعلبه بن لوي بن عامر بن غانم بن دهمان بن منهب بن دوس.

## أبناؤها
1. عمرو بن عثمان : ولد في عهد الخليفة الراشد عمر بن الخطاب وهو أكبر إخوته سنا وكان ثقة، تزوج العديد من النساء وله منهن أولاد وتوفي بمنى ويعد من الأثرياء.
2. أبان بن عثمان : كنيته أبو سعيد وقد كان من فقهاء التابعين وعلمائهم روى عن أبيه عثمان وعن أسامة بن زيد العديد من الأحاديث وكان ثقة عالما بالفقه والسيرة والقضاء تزوج العديد من الزوجات، تولى إمارة المدينة المنورة في عهد عبد الملك بن مروان لعدة سنوات حيث أحبه أهلها وقد مات في المدينة سنة 105 هجري في عهد يزيد بن عبد الملك.
3. خالد بن عثمان بن عفان.
4. عمر بن عثمان بن عفان.
5. مريم بنت عثمان بن عفان.